# Jiří Welsch
Jiří Welsch (ur. 27 stycznia 1980 w Pardubicach) – czeski koszykarz, występujący na kilku różnych pozycjach.

## Osiągnięcia
Drużynowe
- Mistrz:
  - Ligi Adriatyckiej (2002)[1]
  - Czech (2012–2017)[1]
  - Słowenii (2001, 2002)
- Wicemistrz Belgii (2012)
- Brązowy medalista ligi czeskiej (2018)
- 3. miejsce w:
  - Eurolidze (2007)
  - pucharze Czech (2018)
- Zdobywca pucharu:
  - Słowenii (2001, 2002)[1]
  - Czech (2013, 2014, 2017, 2018)[1]
- Finalista:
  - pucharu Hiszpanii (2009)[2]
  - superpucharu:
    - Hiszpanii (2006)[2]
    - Belgii (2011)

Indywidualne
- 3-krotny Czeski Koszykarz Roku (2000, 2005, 2006)
- MVP Pucharu Słowenii (2002)[1]
- Czeski Zawodnik Roku ligi VTB (2015)[3]
- 2-krotny uczestnik meczu gwiazd TBL vs NBL (2013, 2014)[1]
- Powołany do udziału w czeskim All-Star Game (2000 – nie wystąpił z powodu kontuzji)[1][2]
- Uczestnik słoweńskiego All-Star Game (2002)[1]

Reprezentacja
- 4-krotny uczestnik mistrzostw Europy (1999 – 12. miejsce, 2007 – 13. miejsce, 2013 – 13. miejsce, 2015 – 7. miejsce)[1]

Młodzieżowe
- Uczestnik:
  - mistrzostw Europy U–20 (2000)[1]
  - Uniwersjady (1999)[1]